# Carcharodon
Carcharodon (Smith, 1838) è un genere di squali dell'ordine dei Lamniformi. Il nome del genere deriva dal greco dente affilato oppure dente frastagliato.
Un genere di dinosauri, con denti di forma simile a quella degli squali Carcharodon, è stato chiamato Carcharodontosaurus.

## Tassonomia
- Carcharodon carcharias (Linnaeus, 1758) - grande squalo bianco
- † Carcharodon caifassii (Lawley, 1876) -
- † Carcharodon hubbelli (Ehret et al., 2012) -  squalo bianco di Hubbell